# Parc national de Campbell Bay
Le parc national de Campbell Bay est situé sur la Grande Nicobar dans les îles Andaman-et-Nicobar en Inde.